# Chokri Belaïd
Chokri Belaïd (àrab: شكري بلعيد, Xukrī Balʿīd) (Jendouba, 26 de novembre de 1964 – Tunis, 6 de febrer de 2013) fou un advocat i polític tunisià, que liderà el principal partit de l'oposició, el Moviment dels Patriotes Demòcrates. Durant els règims de Habib Burguiba i Zine El Abidine Ben Ali fou empresonat. Després de la caiguda del règim tunisià, fou membre de l'Alta Instància per a la Realització dels Objectius de la Revolució, de la Reforma Política i de la Transició Democràtica. Proposant un ideologia marxista, es mostrà crític amb el govern del partit islamista Ennahdha. El 6 de febrer de 2013 fou assassinat a trets davant de casa seva.